# Капітал Банк Арена
«Капітал Банк Арена», побудована поруч зі стадіоном імені Мехті Гусейнзаде (найбільшим стадіоном у Сумгаїті, Азербайджан), — це багатофункціональний стадіон, який зараз використовується переважно для футбольних матчів і є домашньою ареною футбольного клубу «Сумгаїт Сіті». У назві стадіону присутня спонсорська назва «Капітал Банк», а його місткість становить 1400 глядачів.
Будівництво комплексу було розпочато у 2011 році Державною нафтовою компанією Азербайджанської Республіки.